# Penstemon thompsoniae
Penstemon thompsoniae là một loài thực vật có hoa trong họ Mã đề. Loài này được (A. Gray) Rydb. mô tả khoa học đầu tiên năm 1909.

## Hình ảnh

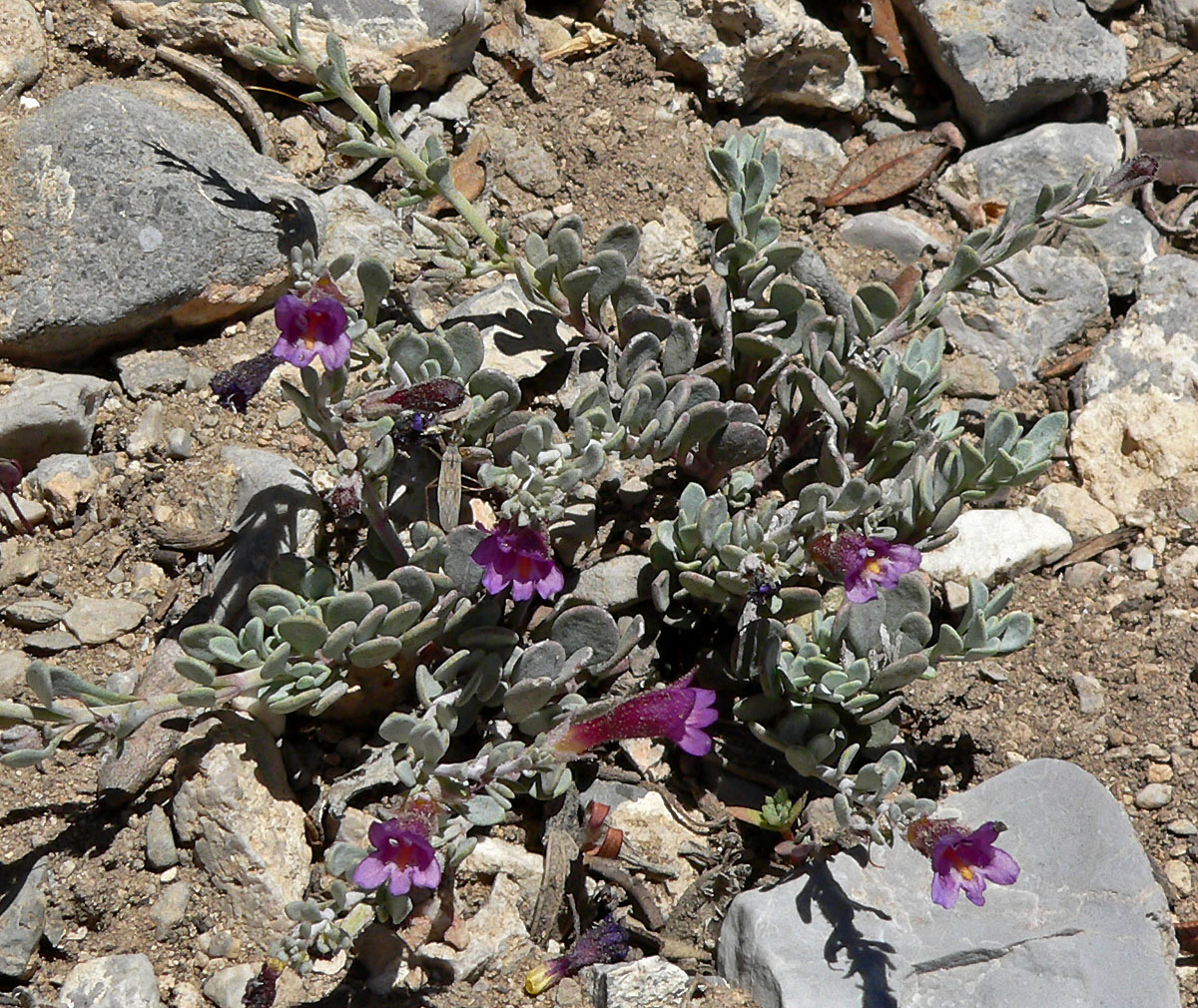
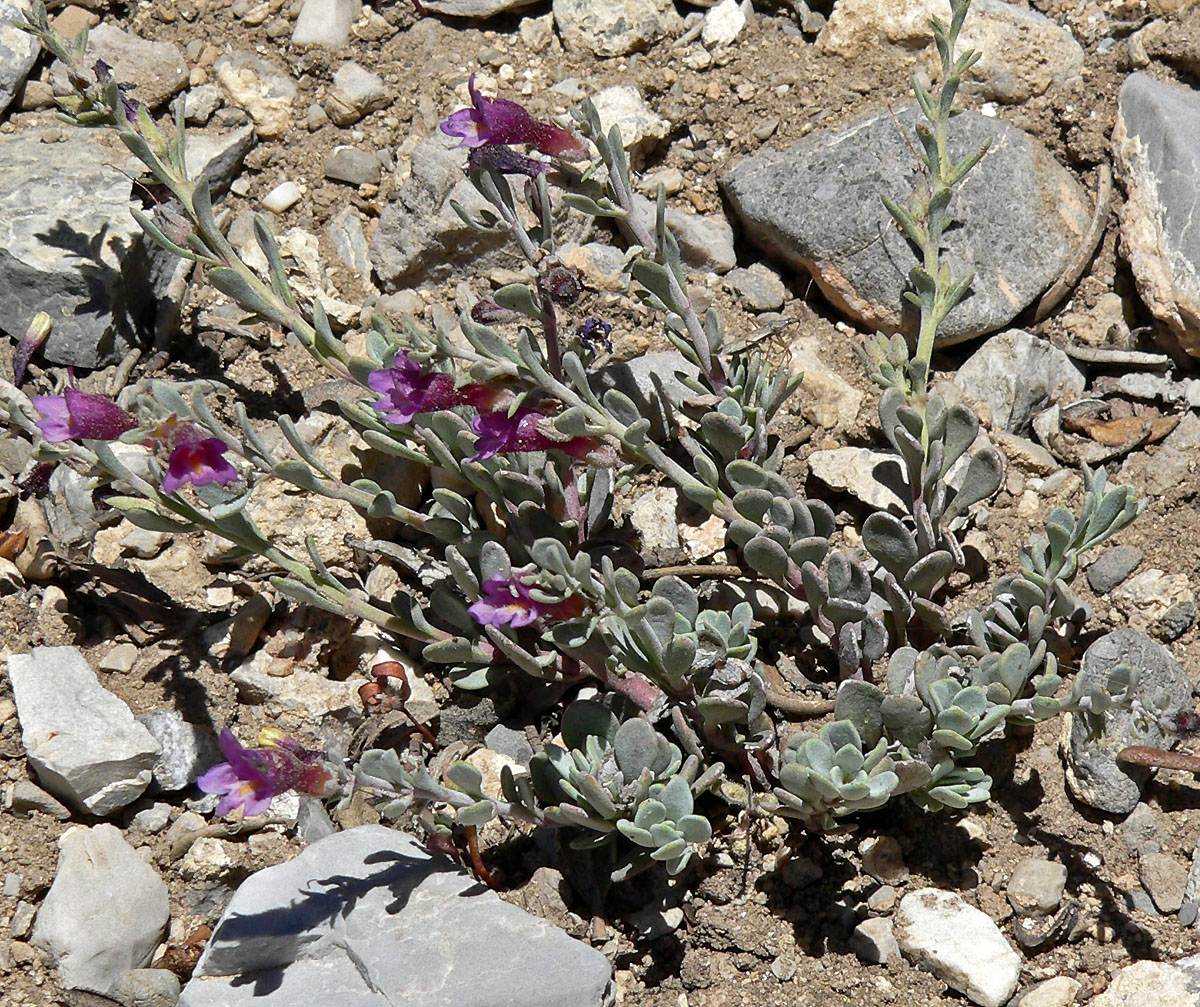
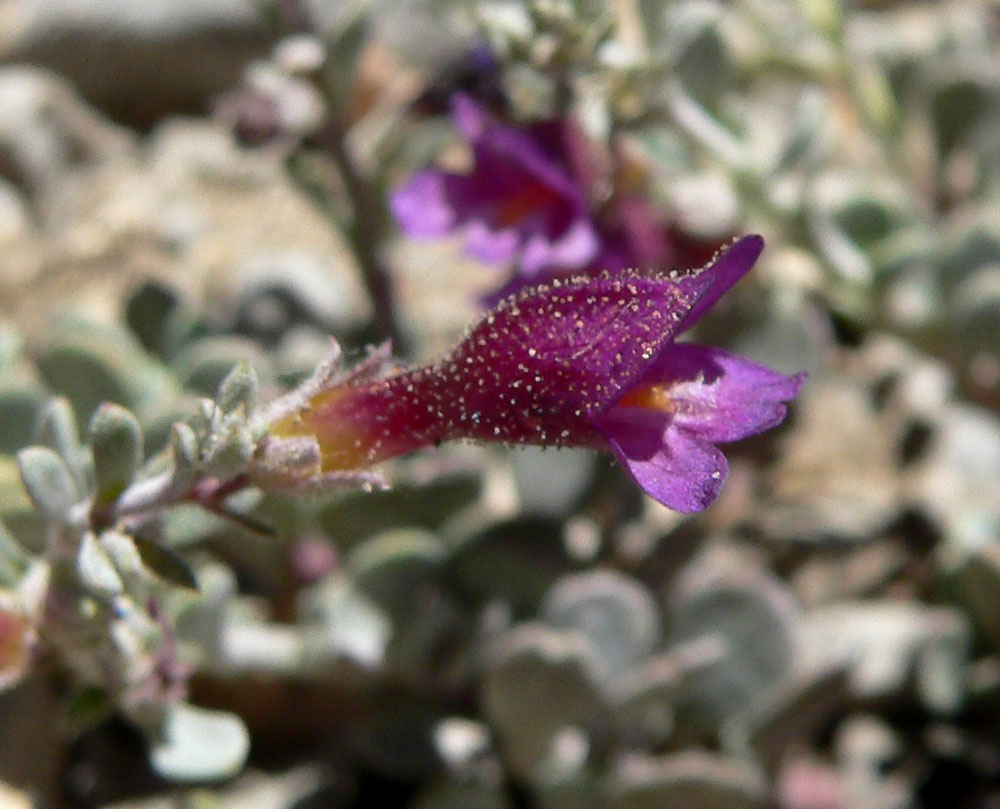
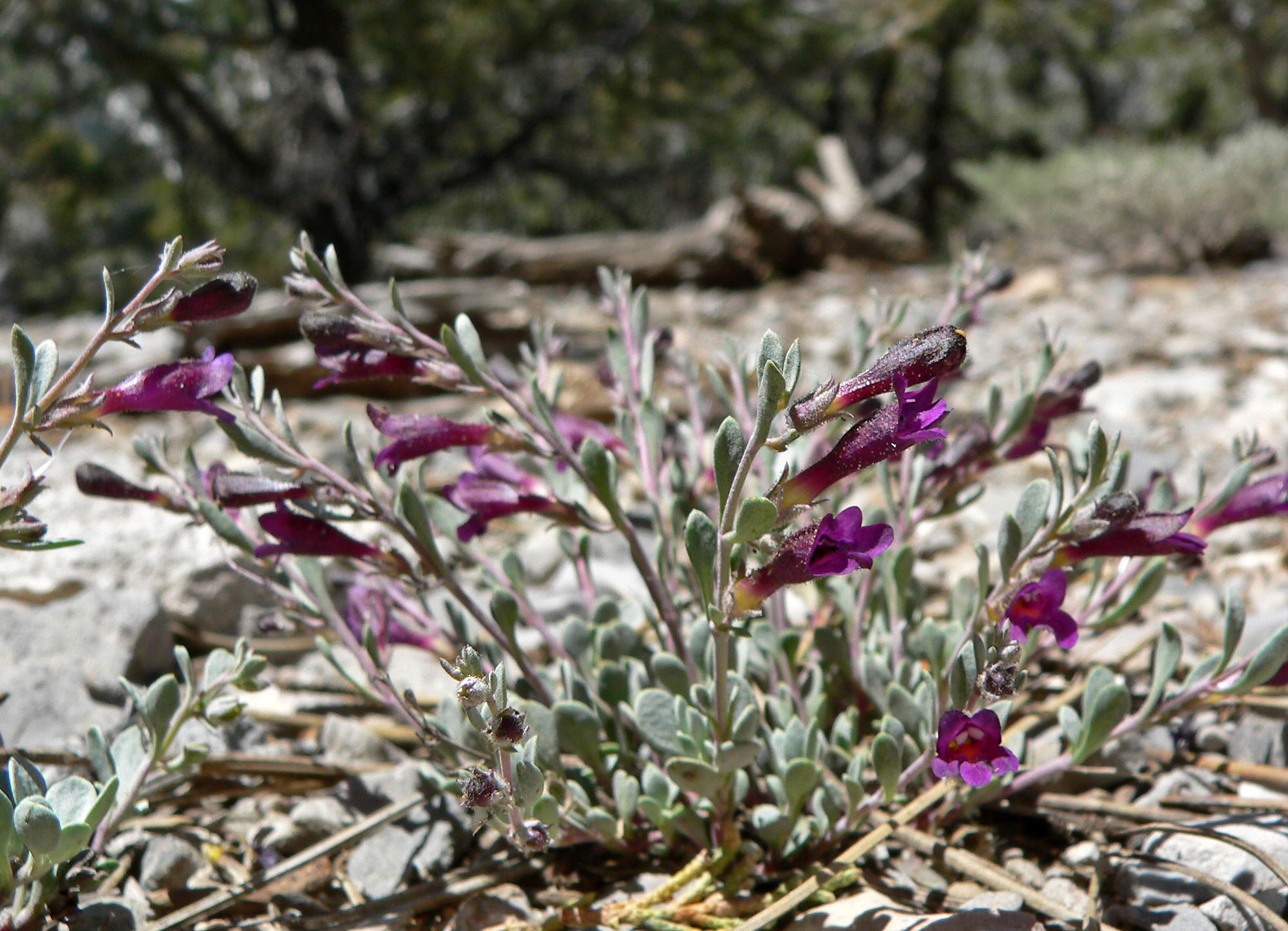